# Justicia pedicellata
Justicia pedicellata är en akantusväxtart som beskrevs av D.N. Gibson. Justicia pedicellata ingår i släktet Justicia och familjen akantusväxter. Inga underarter finns listade i Catalogue of Life.